# Сотворение мира (балет Мийо)
«Сотворение мира» (фр. La création du monde) — одноактный балет (концерт-симфония) для семнадцати инструменталистов, написанный Дариюсом Мийо в 1923 году. Произведение посвящено Полю Коллару и Роже Дезормьеру.
Либретто написал швейцарский поэт и писатель Блез Сандрар, опиравшийся на легенды народа фанг о сотворении мира.
Премьера состоялась 25 октября 1923 года в Париже. Хореографом был Жан Бёрлин; занавес, декорации и костюмы были созданы Фернаном Леже.

## Состав оркестра
Инструментарий: две флейты (вторая заменяется флейтой-пикколо), гобой, два кларнета in Es, фагот, вал-торна in F, две трубы, тромбон, альт-саксофон in Es, фортепиано, две скрипки, виолончель, контрабас, литавры (заменяемые на другие девять ударных инструментов).

## Части
Состоит из 6 частей.

### 1. Увертюра (Ouverture)
Легато-соло саксофона.
Занавес открывает абсолютно тёмную сцену, на которой постепенно начинают проявляться переплетенные тела танцовщиков, едва держащихся на ногах. Сцена символизирует собой хаос бытия. Постепенно небеса и земля разделяются, становятся видны три образа божеств — Нза́ме (Nzamé), Мебере (Mébère) и Нква (‘Kwa), троица творения.

### 2. Хаос до сотворения (Le chaos avant la création)
Джазовая фуга в исполнении контрабаса, тромбона, саксофона и трубы.
Акт творения африканской Троицы, изображенный джазовой темой. Боги исполняют магические обряды заклинания. Внезапно неистовство обрывается.

### 3. Рождение флоры и фауны (La naissance de la flore et de la faune)
Начальная мелодия легато, исполняемая флейтой одновременно с мелодией из второго эпизода (исполняется виолончелью). Всё подводит к третьей мелодии-блюзу, исполняемой гобоем.
Тьма рассеивается. Из центральной массы тел начинает отделяться что-то живое — это вырастают деревья, изображаемые мелодией гобоя. С ветвей деревьев падают листья, которые, долетев до земли, преображаются в странных животных — обезьян, насекомых, птиц и др. Каждое новое появившееся животное присоединяется к хороводу, кружащему вокруг божеств.

### 4. Рождение мужчины и женщины (La naissance de l’homme et de la femme)
Две скрипки, противостоящие фаготу, исполняющему кейкуок.
Творение опять сотрясается — на сцене появляются отдельные части человеческого тела. Постепенно становятся видны большая нога, спина, голова, две руки, две груди, затем поднимаются два торса и т. д. В конце концов образуются мужчина — Секуме (Sékoumé) и женщина — Мбонгве (Mbongwé). Они замечают друг друга, начинают осматривать, затем двигаются в чувственном танце (мелодия флейт с гобоем).

### 5. Желание (Le désir)
Соло кларнета с ритмичным аккомпанементом фортепиано, струнных и ударных, затем возвращение мелодии из первого эпизода, которая даёт путь возрастающему ритмическому аккомпанементу.
Секуме и Мбонгве остаются на сцене одни и исполняют танец желания.

### 6. Весна или успокоение (Le printemps ou l’apaisement)
Кода: финальный эпизод включает в себя мелодии третьего, первого и второго эпизодов, последняя исполняется флейтой с приёмом фруллато. Музыка завершается нежным блюзовым аккордом.
Пара соединяется. Их танец затихает, становится медленным и нежным, всё успокаивается. Танцовщики, группа за группой, исчезают, мужчина и женщина, обнявшись, уплывают, словно уносимые водой. Весна.